# Bulbophyllum lambii
Bulbophyllum lambii là một loài phong lan thuộc chi Bulbophyllum.